# NGC 663
Az NGC 663 (más néven Caldwell 10) egy nyílthalmaz a Cassiopeia csillagképben.

## Felfedezése
Az NGC 663 nyílthalmazt William Herschel fedezte fel 1787-ben.

## Tudományos adatok
Az M44-hez hasonlóan a fényesebb csillagai (kb.: 20 db) itt is párokat alkotnak, így együtt egy X-alakot formálnak ki. A kb. 10 pár körül ami a látszik sok apró csillag „zsüzsög”.

## Megfigyelési lehetőség
Nagyon halvány, nehéz észrevenni, mivel a halmaznál egy sokkal fényesebb csillag található a közvetlen szomszédságában.